# Iška vas
Iška vas – wieś w Słowenii, w gminie Ig. W 2018 roku liczyła 429 mieszkańców.